# Ludovia lancifolia
Ludovia lancifolia là một loài thực vật có hoa trong họ Cyclanthaceae. Loài này được Brongn. miêu tả khoa học đầu tiên năm 1861.